# 施普雷河
施普雷河（德語：Spree，德語：[ˈʃpʁeː] ⓘ；索布语: Sprjewja；捷克语: Spréva），也譯斯普雷河，是条流经德國萨克森自由州、勃兰登堡、柏林和捷克烏斯季州的河流，哈弗尔河的左支流，之后汇入易北河，注入北海。全長403公里，流域面積1萬平方公里。發源於勞西茲山北麓，向北流經寛闊的沼澤，形成多个湖泊，在柏林施潘道區滙入哈韋爾河，春季為洪水期。科特布斯附近年平均流量12米3/秒。呂本以下153公里可通航。

## 沿河主要城市
- 科特布斯
- 柏林